# Vatica philastreana
Vatica philastreana är en tvåhjärtbladig växtart som beskrevs av Jean Baptiste Louis Pierre. Den ingår i släktet Vatica och familjen Dipterocarpaceae.
Arten är ett träd som förekommer i tropiska områden i Indokina.